# Super Deformed

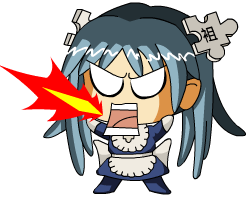
super deformed Wikipe-tan

Als Super Deformed (engl., dt. übermäßig verzerrt), häufig auch als SD abgekürzt, wird eine besondere Form der japanischen Karikatur bezeichnet, bei der Charaktere in extrem verzerrter Art gezeichnet werden. Dabei werden die für den Effekt wichtigen Körperteile überproportional vergrößert. Die entsprechende Figur wird folglich unrealistisch dargestellt, um den komischen Effekt zu verstärken.
Diese Art der Darstellung lässt sich in vielen Comics und Zeichentrickanimationen wiederfinden. Der Begriff wird aber als Stilelement von Mangas und Animes verstanden, mit dem übertriebene Emotionen oder Reaktionen dargestellt werden. Super Deformed wird deshalb besonders häufig in humoristischen Szenen verwendet.

## Unterscheidung zu Chibi
Chibi bezeichnet mehr eine bestimmte Statur einer Figur als einen Zeichenstil. Dennoch werden die beiden Begriffe im derzeitigen Manga/Anime-Jargon teilweise synonym verwendet.